# Massime conversazionali
Le massime conversazionali, definite negli anni settanta nella teoria della conversazione del filosofo inglese Herbert Paul Grice, sono i principi regolativi che governano la conversazione secondo logica e pertinenza, e nel rispetto del principio di cooperazione fra parlanti.

## Le quattro massime
Grice individua quattro tipi di massime per cooperare alla conversazione mediante enunciati; ordinate recuperando le quattro categorie filosofiche kantiane di quantità, qualità, relazione e modo, le massime enuncleate sono così esemplificate:
- per la quantità, "Non essere reticente o ridondante": il contributo alla conversazione sarà informativo quanto richiesto; non ci si aspetta che un parlante dia un'informazione sovrabbondante o che dica troppo poco; piuttosto, egli fornirà l'informazione necessaria – né più né meno;
- per la qualità, "Sii sincero, e fornisci informazione veritiera secondo quanto sai": il parlante non dirà ciò che ritiene falso o ciò di cui non ha prove sufficienti – il contributo alla conversazione sarà vero;
- per la relazione, "Sii pertinente": il parlante cercherà di essere pertinente al tema della conversazione;
- per il modo, "Evita l'ambiguità": il parlante adotterà parole che gli permettano di non risultare ambiguo od oscuro.

## Violazione delle massime
Le massime costituiscono delle norme comportamentali in genere seguite dal parlante, ma finanche violate in determinati casi. Se un parlante vìola una o più massime, non significa necessariamente che egli stia rifiutando la cooperazione; conscio di ciò, l'interlocutore tenterà di armonizzare l'apparente inconciliabilità fra la violazione e il desiderio di cooperare, non rinunciando dunque a presumerlo nel parlante. Prima di tutto il parlante ha sempre la possibilità di dissociarsi dal principio di cooperazione rifiutandosi di rispondere e non portando così avanti la conversazione. Oltre alla possibile uscita dal Principio di Cooperazione, Grice individua vari modi in cui una massima può non essere soddisfatta: 
1. È possibile violare una massima in maniera non evidente, consentendo così, in determinate situazioni, di trarre in inganno l’altro interlocutore.
2. È possibile dissociarsi sia dalle massime che dal principio di cooperazione, mostrando in maniera evidente che non si ha intenzione di cooperare.
3. È possibile ritrovarsi in “conflitto”, nel senso che non è possibile soddisfare una massima senza contemporaneamente però violarne un’altra.
4. È possibile, infine, burlarsi o prendersi gioco di una massima, ostentandone la mancata soddisfazione.

In quest'ultimo caso scatta nell'interlocutore un particolare ragionamento. Se il parlante è in grado di soddisfare ciò che è richiesto dalla massima e le situazioni sopra descritte non vengono applicate, l’ascoltatore si troverà di fronte a un problema: se il parlante ostenta la mancata soddisfazione della massima, com'è possibile, allora, che egli abbia detto quello che ha detto pur attenendosi al Principio di Cooperazione? Probabilmente il parlante vuole sottintendere qualcosa che non ha la possibilità di dire esplicitamente.
Chi ascolta, insomma, «deve comprendere che l'informazione che riceve in forma esplicita non soddisfa le esigenze della conversazione, e deve quindi cercare di recuperare deduttivamente il contenuto implicito di cui la stessa informazione difetta». Questa parte mancante, ricostruita a partire dalla violazione di una massima, è detta da Grice "implicatura conversazionale".
Così, ad esempio, se a un professore universitario viene chiesto che ne pensa di un certo studente, e lui risponde “Conosce la lingua italiana”, vedremo infranta la massima della quantità: l'informazione, non certo falsa, risulta però reticente e al contempo ironica. Un altro esempio: Giovanni va a fare la spesa con Maria. Si supponga che intercorra tra i due il seguente dialogo:
Giovanni: "Quanti cartoni di latte ci sono nel nostro carrello?" – Maria: "Uno." – Giovanni: "Non è il caso di comprarne un altro?" – Maria: "Ce ne sono già due."
In questo caso, Maria sta violando la massima della quantità (quando ha detto che nel carrello c'è un cartone di latte, non ha detto qualcosa di completamente falso).
Se invece Luigi osserva “Monica è stata proprio carina con me” dopo che lei gli ha versato un cocktail addosso, egli sta deliberatamente violando la massima della qualità (pure in questo caso, nel tentativo di ricorrere all'ironia e in particolare al sarcasmo).
L'intento della violazione non è sempre e solo ironico. Se Luigi chiede a Monica “Hai visto Franco?”, e lei risponde “È passata ora una decappottabile bianca”, sarà violata la massima della relazione. A questo punto Luigi cercherà comunque pertinenza nella risposta, magari supponendo che Franco possegga una decappottabile bianca. Un esempio simile è possibile in chiave ironica: se Luigi chiede a Monica “Ci sono molti comunisti in questa città?”, lei potrebbe rispondergli "Non vedo bambini" (pure qui, violando la massima della relazione). La violazione della massima della relazione può rinviare anche all'intento di evitare un commento troppo rude. Se Paolo chiede: "Flavia è bella?" e gli si risponde "È simpatica", si risponde violando la massima della relazione per evitare di dover sostenere che Flavia non è bella.
Alle volte si viola una massima in ossequio a un'altra massima: così, ad esempio, se Monica chiede a Luigi “Dove abita Paolo?” e Luigi risponde “Da qualche parte nel nord del Belgio”, questi viola la massima della quantità per non violare quella della qualità (in quanto ritiene di non saperne abbastanza per essere più preciso).
La violazione volontaria delle massime è talvolta in relazione con l'utilizzo di figure retoriche:
Sei un lampo!
Se detto di una persona lenta, rappresenta violazione della massima della qualità, in quanto il contenuto dell'affermazione è falso.
Non era esattamente sobrio.
Detto di uno ubriaco, è ancora violazione della stessa massima, sì, ma questa volta con litote.
In alcuni casi, una violazione delle massime di Grice ha funzione pragmatica. Ad esempio, se Marco chiede a Flavio “Chi è 'sta grassona?” [indicando quella che è la moglie di Flavio], questi potrebbe rispondere “Bello il tempo oggi, eh?”.
Una volontaria violazione della massima del modo avviene quando non si vuole far comprendere il significato della conversazione a chi è presente in quel momento (ad esempio, bambini o estranei).
In ultima analisi, la violazione sistematica di una o più massime conversazionali tende a realizzare significati diversi dal semplice significato composizionale di un enunciato: «Le massime [...] possono anche venire violate, ma rimangono immanenti alla comunicazione».